# マールボロ (マサチューセッツ州)
マールボロ（英: Marlborough、または英: Marlboro）は、アメリカ合衆国マサチューセッツ州のミドルセックス郡にある都市。人口は4万1793人（2020年）。ボストンの西50キロメートルに位置している。
マールボロは1660年に町を宣言した。後に人口が増えたために市になった。19世紀には繁栄する工業町となり、20世紀後半にマサチューセッツ・ターンパイクを建設した後はハイテク産業の町に転換した。

## 歴史
1638年、クリストファー・アレンがマールボロの司法官として記録され、メアリー・ウェザビーと結婚した。1656年、ジョン・ハウ・ジュニアは毛皮交易業者であり、ナシュア・トレイルとコネチカット・パスという2本のインディアン道の交差点に家を建てた。ハウはインディアンのアルゴンキン語を話すことができた。ただし地元のインディアンは自らをペナクックと呼んでいた。開拓者はインディアンを他の戦争状態にあった部族から守ったので、歓迎された。1650年代、幾つかの家族がボストンの西18マイル (29 km) にあるサドベリーの町を離れ、新しい町を出発させた。この町はイングランドのウィルトシャーにある商業町マールブラから名付けられた。1657年にエドマンド・ライス、ジョン・ラドック、ジョン・ハウに率いられた14人の者が最初に入植した。1656年、ライスとその仲間がマサチューセッツ植民地議会にマールボロの町を創設するための請願を行い、1660年に公式に法人化された。1657年、ライスがマールボロの町長に選別された。歴史家のサムナー・チルトン・パウェルはその著書『ピューリタンの村: ニューイングランドの町の形成』で、「ライスはサドベリーで最大の土地所有者になっただけでなく、新しい町の代表としてマサチューセッツ植民地議会の代議員を5年間務め、その後半生15年間の少なくとも11年間は小さな町の町長と判事を務めた」と記していた。

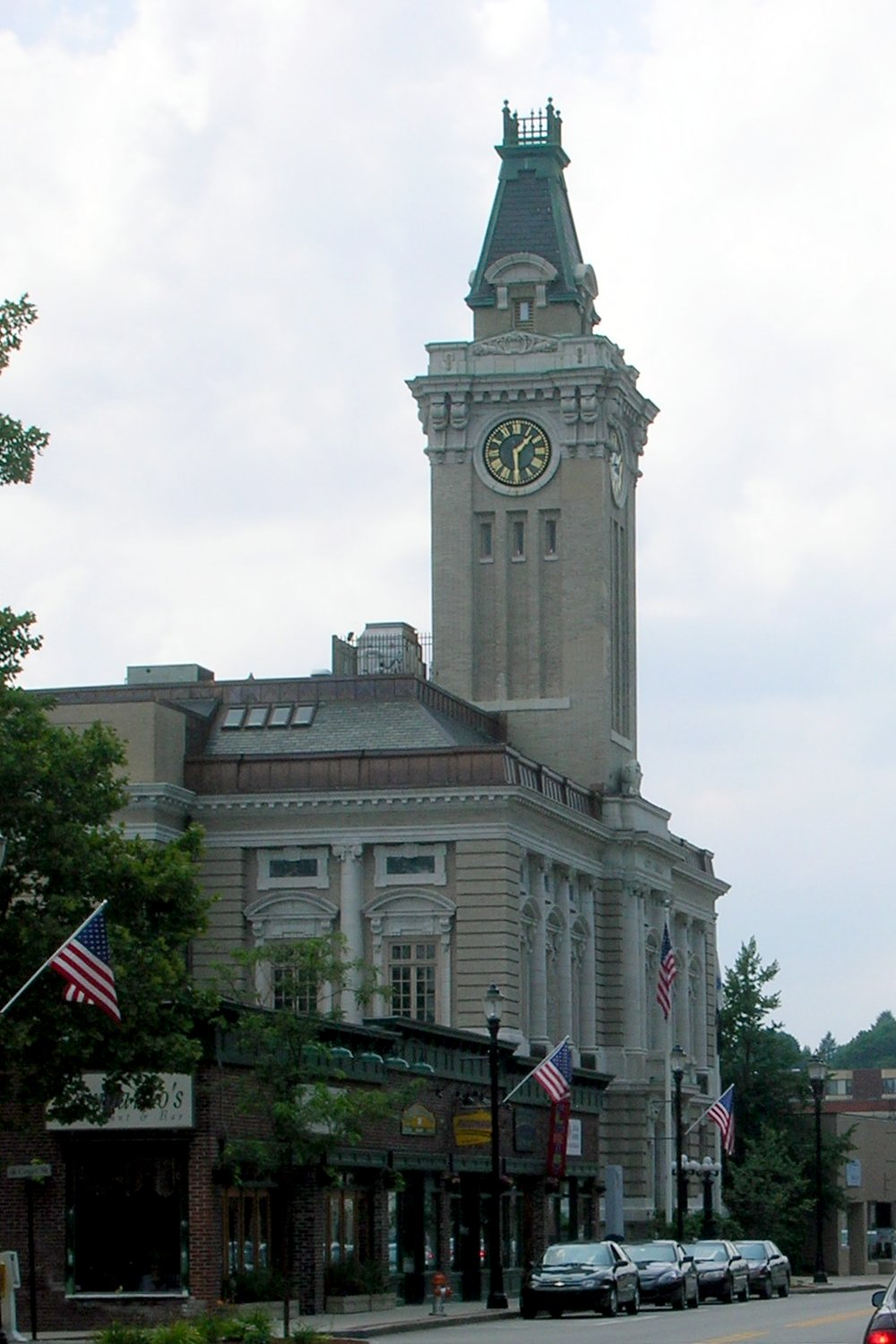
市役所、1905年、アレン、コリンズ & ベリーが建設

ウィリアム・ブリムステッドがピューリタン教会最初の牧師となり、ジョナサン・ジョンソンが最初の鍛冶屋になった。
ロクスベリーのジョン・エリオット牧師がインディアンをキリスト教徒に改宗させたので、マールボロは7つの「祈るインディアン町」の1つだった。1674年、開拓者とインディアンの間で土地を分割する権利譲渡証書が作られた。これがインディアンの名前を記録した唯一の文書になった。その文書には次の者の署名があった。
- オールド・ナケニット
- ロビン（マールボロのロビン・ヒルはこのロビンから名付けられた）
- ベンジャミン・ウッタナミット
- グレート・ジェイムズ
- メアリー、ピーター・ナスコニッとの未亡人、その子供であるデイビッド・モーゼスの代理
- アソーキ、ジェイムズ・ノーウェルの未亡人、「私の子供たちのために」
- サラ・コノミー、 故人となった私の夫ウーモノグの遺言執行人として
- エリザベス、死亡したソロモンの唯一の娘かつ唯一の承継人（ノースボロのソロモン池がソロモンから名付けられ、そこからソロモン・ポンド・モールが名付けられた）
- ジェイムズ・スペンス、その妻のために

この開拓地はフィリップ王戦争の1676年に、インディアンによってほとんど破壊された。
1711年、マールボロの領域にはノースボロ、サウスボロ、ウェストボロ、ハドソンを含んでいた。植民地の中で人口、事業、移動が増えると、マールボロはボストン郵便道路で好まれる停車地になった。多くの旅人がその宿屋や酒場で停まった。ジョージ・ワシントンは1789年に大統領に就任してから間もなく、ウィリアムズ酒場を訪れた。
1836年、「市の父」と呼ばれたサミュエル・ボイドとその兄弟であるジョセフが、最初の靴製造業を始めた。これが町の性格を永遠に変えることになった。1890年までに人口は14,000人となり、靴製造の大きな中心地となり、南北戦争の北軍のために長靴を製造し、市民の靴も製造した。マールボロはその靴でよく知られるようになったので、1890年に市として法人化されたときに、市章にも靴工場、靴箱、一足の長靴が描かれた。
南北戦争は地域でも最も異常な記念碑を作らせることになった。マールボロからの中隊がハーパーズ・フェリーに割り当てられ、ジョン・ブラウンが奴隷解放のために最後に戦った消防署から鐘を持ち帰ったという伝承がある。この中隊は30年間エリザベス・スナイダー夫人の手にこの鐘を委ねたままとなり、1892年にマールボロに持ち帰った。この鐘は現在、マサチューセッツ州道85号線とメインストリートの角にある塔に掛けられている。
これと同じ頃、マールボロは国内でも初めて路面電車の認証を受けた町と考えられている。ボルチモア市に先立つこと数か月だった。主に乗客用に設計され、南のミルフォードから北のコンコードを繋いだ。マールボロは工業化された成長する町として、ケベック、アイルランド、イタリア、ギリシャから熟練した技能者を惹きつけるようになった。
靴製造業は、ニューイングランドの他の町から多くの工場が逃げて行った後も長く、マールボロで継続された。ライス & ハッチンス, Inc.が1875年から1929年までマールボロで幾つかの工場の操業を続けた。有名なフライ・ブーツはここで1970年代まで製造された。1971年にマールボロで設立されたロックポート社は市内でアウトレット店を維持し続けている。1990年、マールボロが市制100周年を祝ったとき、靴製造業を認めた公園を造り、彫刻家デイビッド・カーペンテオポラスによる彫像を飾った。
州間高速道路495号線と同290号線、およびマサチューセッツ・ターンパイクの建設により、マールボロは最先端の新しい産業で第5の世紀を始めることができた。すなわちハイテクと特殊化した電子工業である。今日、 TJX、レイセオン、ヒューレット・パッカード、アドバンスト・マイクロ・デバイセズ、サン・マイクロシステムズ、ネイビリスト・メディカル、ネテッサ、ボストン・サイエンティフィック、サノビオン（元セプラコア）、スリーコム、AT&T、Apple、イージェネラ、エバーグリーン・ソーラー、ブッチャー Corp.（ブッチャーズ・ボウリング・アレイ・ワックス）、フィデリティ・インベストメンツ、クエスト・ダイアグノスティクス、ルーセント・テクノロジー、その他多くの産業（例えば電子工業、バイオテックノロジー、生命科学、医学、クラウドコンピューティング、コンピュータ会社）の多くの会社が集まっており、市内に強い企業村を作り上げている。主要なハイウェイに容易にアクセスできる場所にあることや、市政府の企業寄り、開発寄りの政策の故に、マールボロ市の人口は過去25年間で倍増し、最新国勢調査で38,000人を超えた。

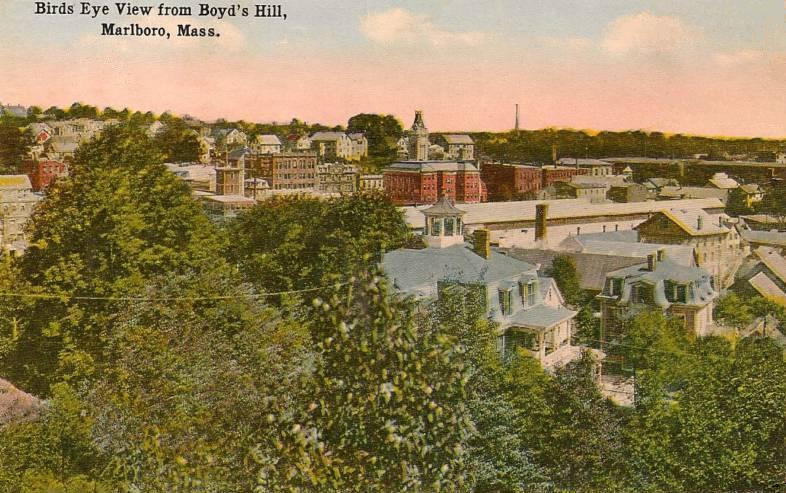
市の概観、1912年頃
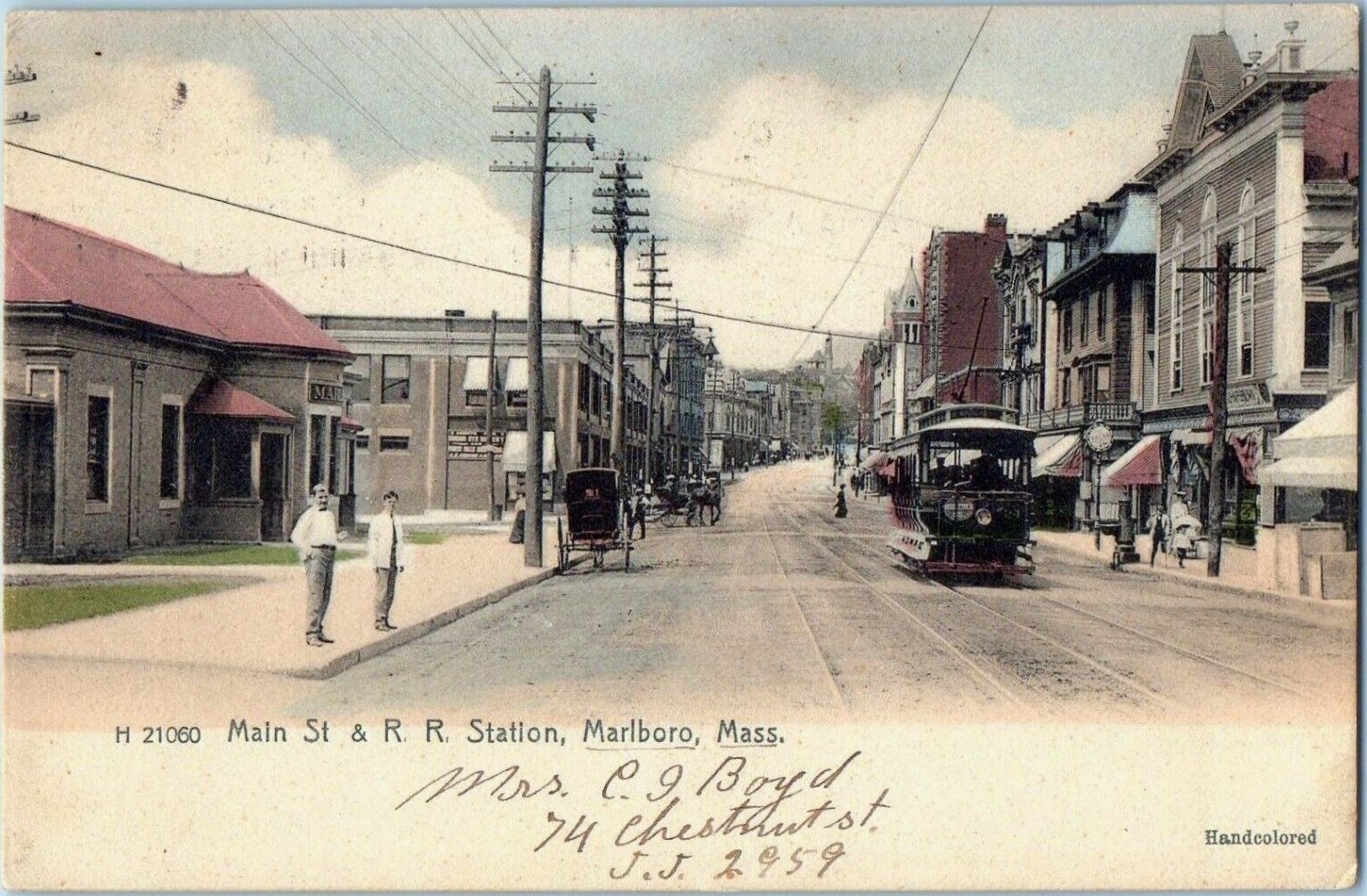
メインストリート、1906年
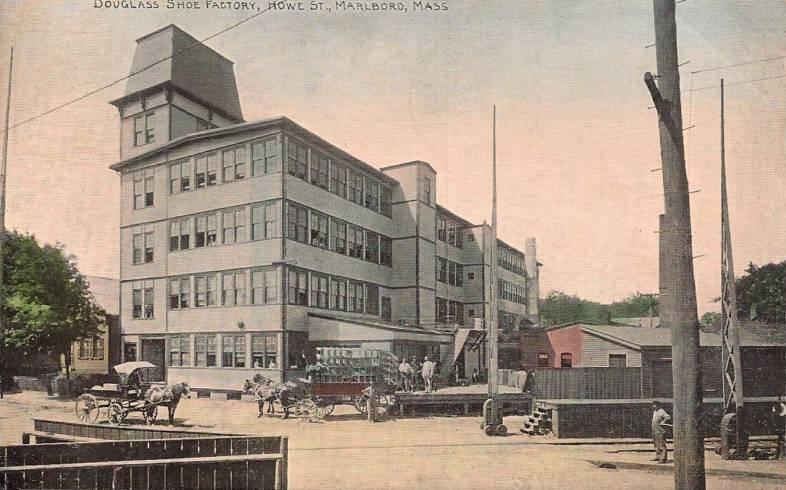
靴工場、1910年頃
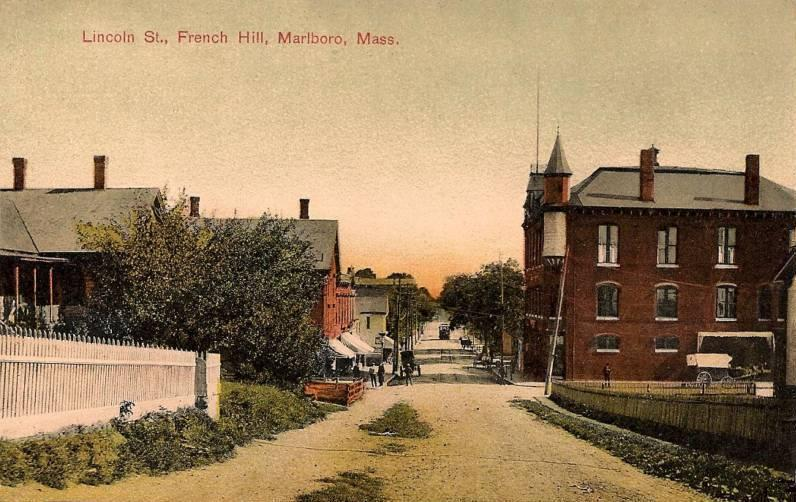
リンカーン通り、1908年頃

## 地理
マールボロ市は北緯42度21分3秒 西経71度32分51秒 / 北緯42.35083度 西経71.54750度 (42.350909, -71.547530)に位置している。
アメリカ合衆国国勢調査局に拠れば、市域全面積は22.2平方マイル (57 km2)であり、このうち陸地21.1平方マイル (55 km2)、水域は1.1平方マイル (2.8 km2)で水域率は4.87%である。市域内に3つの大きな湖があり、ウィリアムズ湖、ミラム貯水池、フォートメドウ貯水池と呼ばれている。フォートメドウ貯水池の一部は隣接するハドソン町に入っている。
市内を州間高速道路495号線、アメリカ国道20号線、マサチューセッツ州道85号線が通っている。州間高速道路290号線の東端も市内にある。

### 隣接する町
マールボロ市はマサチューセッツ州東部にあり、下記6つの町に接している。
- ハドソン町: 北
- バーリン町、ノースボロ町: 西
- サウスボロ町: 南
- サドベリー町とフレイミングハム町の小部分: 東

## 人口動態
以下は2000年国勢調査による人口統計データである。
| 基礎データ - 人口: 36,255 人 - 世帯数: 14,501 世帯 - 家族数: 9,280 家族 - 人口密度: 663.7人/km2（1,719.4 人/mi2） - 住居数: 14,903 軒 - 住居密度: 272.8軒/km2（706.8 軒/mi2） 人種別人口構成 - 白人: 87.70% - アフリカン・アメリカン: 2.17% - ネイティブ・アメリカン: 0.20% - アジア人: 3.76% - 太平洋諸島系: 0.04% - その他の人種: 3.27% - 混血: 2.86% - ヒスパニック・ラテン系: 6.06% 年齢別人口構成 - 18歳未満: 23.3% - 18-24歳: 7.0% - 25-44歳: 36.7% - 45-64歳: 21.5% - 65歳以上: 11.6% - 年齢の中央値: 36歳 - 性比（女性100人あたり男性の人口） - 総人口: 97.2 - 18歳以上: 94.8 | 世帯と家族（対世帯数） - 18歳未満の子供がいる: 30.4% - 結婚・同居している夫婦: 51.5% - 未婚・離婚・死別女性が世帯主: 9.0% - 非家族世帯: 36.0% - 単身世帯: 28.4% - 65歳以上の老人1人暮らし: 8.3% - 平均構成人数 - 世帯: 2.47人 - 家族: 3.07人 収入と家計 - 収入の中央値 - 世帯: 56,879米ドル - 家族: 70,385米ドル - 性別 - 男性: 49,133米ドル - 女性: 32,457米ドル - 人口1人あたり収入: 28,723米ドル - 貧困線以下 - 対人口: 6.8% - 対家族数: 4.7% - 18歳未満: 8.9% - 65歳以上: 10.3% |

## 経済
マールボロには多くの企業、店舗、レストランがある。

### マールボロ地域商工会議所
マールボロ地域商工会議所はマールボロ市とメトロウェスト・マサチューセッツにある周辺5町の商工会議所である。地域の650以上の企業と数千人の労働者のニーズに対応しており、マールボロ市内に本部がある。
商工会議所の役割にはメトロウェスト地域交通局と共同して交通手段の改良を行い、マールボロの中心街ビレッジが文化地区として認識されることを促進することである。

## 教育

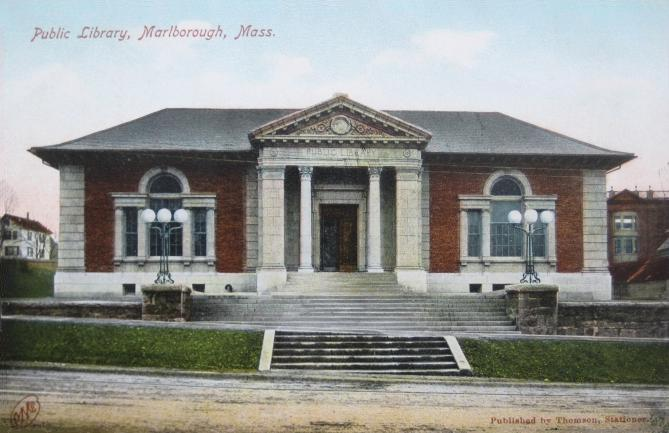
公共図書館（1903年-1904年）、ポーバディ & スターンズが設計したカーネギー図書館

### 公立学校
- 先進数学科学アカデミー・チャータースクール[10]
- アサベット・バレー地域工業高校[11]
- マールボロ高校[12]
- チャールズ・W・ウィットコム中尉学校[13]、元は4年生から7年生の学校であるマールボロ中学校、マールボロ中間小学校
- レイモンド・C・リッチャー小学校[14]
- フランシス・J・ケイン小学校[15]
- チャールズ・J・ジョウォレク軍曹小学校[16]
- 初期学習センター[17]

マールボロ公共教育学区 も参照

### チャータースクール
先進数学科学アカデミー・チャータースクール（6年生から12年生）

### 教区学校
- イマキュレイト・コンセプション学校[19]、カトリック、就学前から8年生

### 私立学校
- ヒルサイド学校[20]、5年生から9年生
- ウェイサイド・アカデミー、9年生から12年生
- マサチューセッツ国際アカデミー

### アフタースクール・プログラム
- メトロウェスト少年少女クラブ[21]

## 交通
マールボロは州間高速道路495号線、同290号線、アメリカ国道20号線、およびマサチューセッツ・ターンパイクの交差点近くに位置している。メトロウェスト地域交通局によって周辺の町や市と繋がれている。

### 主要高規格道路
マールボロ市内は、2本の州間高速道路、1本のアメリカ国道、1本の州道が通っている。
| 路線名                     | 種別         | 地元名称                                                         | 方向 |
| -------------------------- | ------------ | ---------------------------------------------------------------- | ---- |
| 州間高速道路495号線        | 州間高速道路 | 495号線                                                          | 南北 |
| 州間高速道路290号線        | 州間高速道路 | 290号線                                                          | 東西 |
| アメリカ国道20号線         | アメリカ国道 | ボストン郵便道路、東西メインストリート、レイクサイド・アベニュー | 東西 |
| マサチューセッツ州道85号線 | 州道         | リンカーン通り、ワシントン通り、ボルトン通り、メイプル通り       | 南北 |

### 大量輸送機関

#### バス
- メトロウェスト地域交通局が地域バス便を運行しており、メトロウェスト地域のアシュランド、フレイミングハム、ホリストン、ホプキントン、ミルフォード、マールボロ、サドベリー、シャーボーン、ネイティック、ウェストンの町を結ぶ定期路線を走らせている[23]。
  - メトロウェスト地域交通局の第7系統はマールボロとフラミンガムを結び、そこから鉄道やバスによってボストンなど州内各所と繋がれている[24]。
  - メトロウェスト地域交通局の第7C系統は、マールボロ市内をほぼ東西に通っている。この系統は中心街を通り、多くのショッピングセンター、住宅街、マールボロ病院を繋いでいる[25]。マールボロ市役所バス停で第7系統と第7C系統の乗り換えが可能である[24][26]。

### 民間交通
- 多くの民間タクシーとリムジーンの会社があり、市内で運行されている[27]。

## メディア

### 新聞
「ザ・メトロウェスト・デイリーニューズ」はマールボロとメトロウェスト地域の周辺町をカバーする日刊紙である。
「ザ・マールボロ・エンタープライズ』は市の週刊紙である。
「マールボロ・パッチ」 はオンラインの日刊紙である。

### テレビ
8チャンネル（コムキャスト）、34チャンネル（ベライゾン・コミュニケーションズ）その他ケーブルテレビの放送を視聴できる。
98チャンネルは公立学校の生徒が運営するテレビ局である。

### ラジオ
- バラエティを放送するAMラジオ局が１つある[29]。

### インターネット
- マールボロ歴史協会[30]
- マールボロ仮想市役所[31]
- マールボロの非公式ウェブサイト[32]、討論フォーラムのサイトがある

## 見どころ

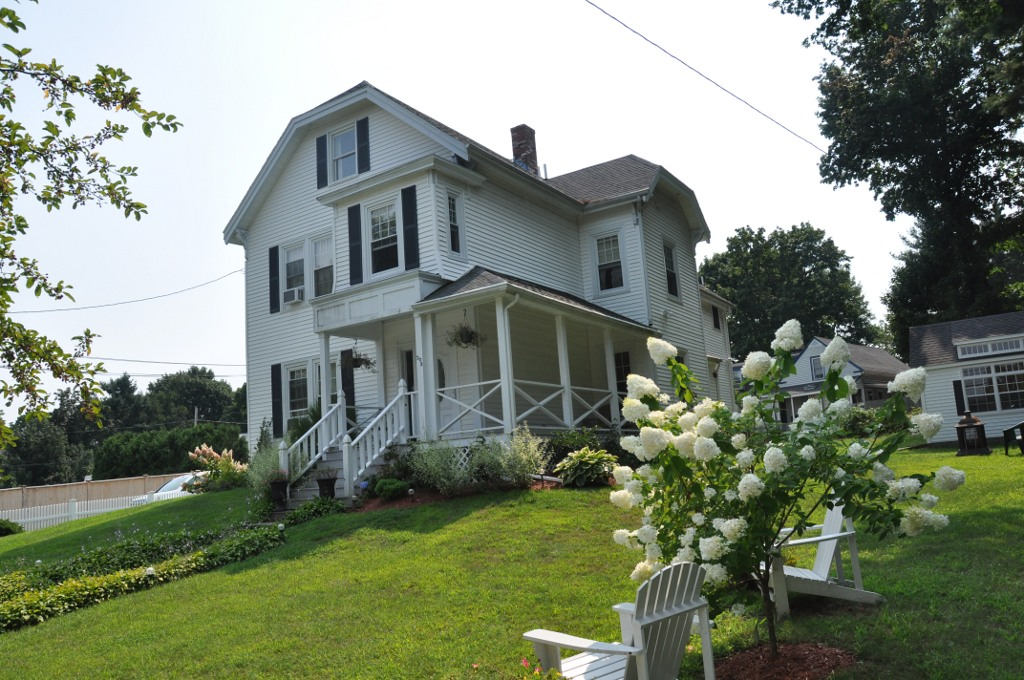
プレザント通り歴史地区の邸宅

- ブリガム墓地
- キャラハン州立公園
- ピーター・ライス大尉邸
- ジョン・ブラウンの鐘
- メイプルウッド墓地
- マールボロ空港
- マールボロ中央歴史地区
- ニューイングランド・スポーツセンター
- ロビン・ヒル墓地
- ロックローン墓地
- サンドイッチ・カンパニー
- ソロモン・ポンド・モール
- ウィークス墓地
- ウィルソン墓地

## 著名な出身者

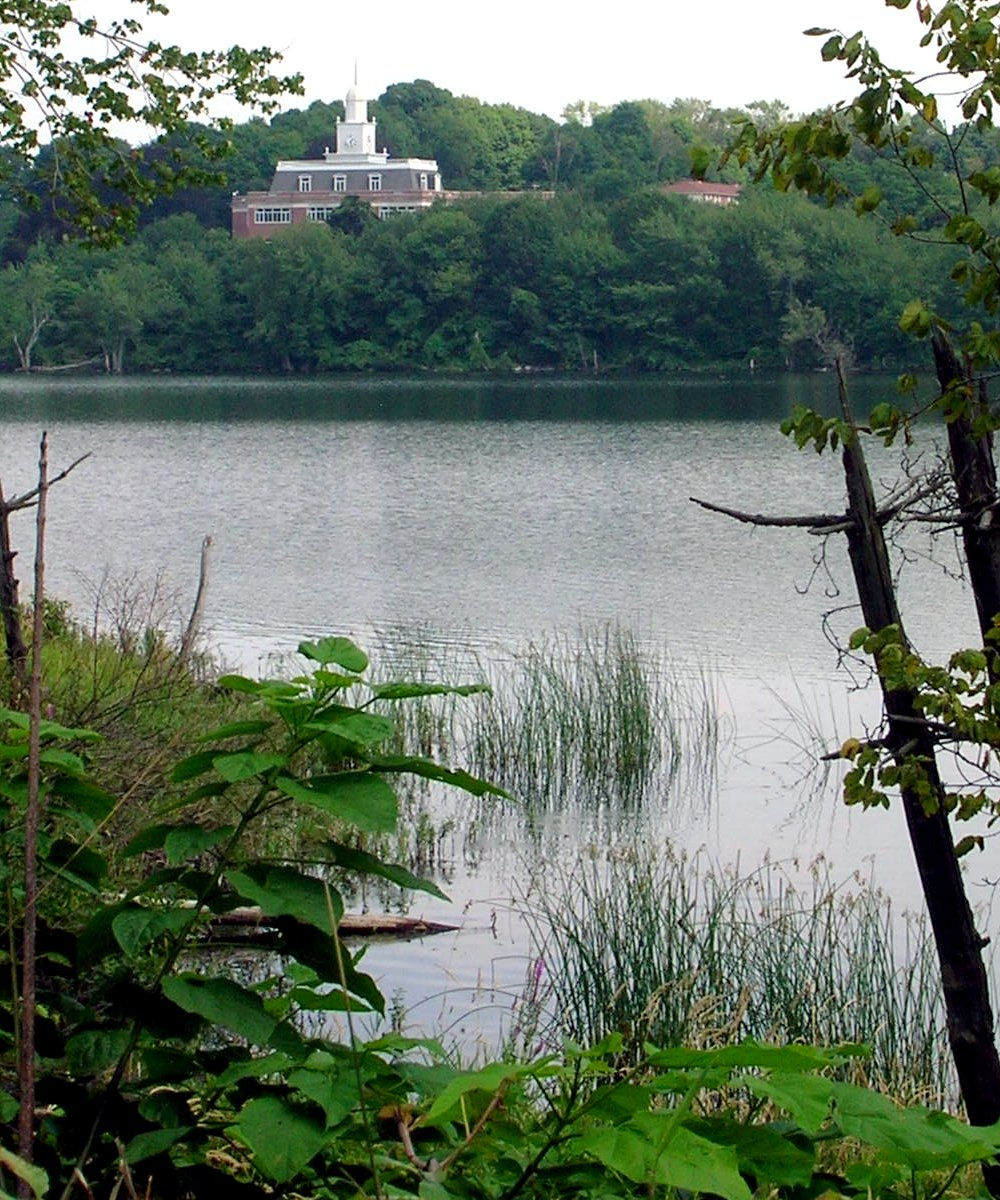
マールボロ地区裁判所、ウィリアムズ湖から望む

- ホレイショ・アルジャー、作家、1847年にマールボロ高校を卒業（町で毎年開催されていたホレイショ・アルジャー・ストリート祭は、2007年に収穫祭に改名された）
- マーシャ・クロス、女優、テレビドラマ『デスパレートな妻たち』のブリー・バン・デ・カンプ役で著名、1980年にマールボロ高校を卒業

## 姉妹都市と町

### 姉妹都市
- – 日本、東京都、あきる野市、1998年11月3日より
- - ブラジル、ミナスジェライス州、イパチンガ、2009年6月より

### 姉妹町
- - イギリス、ウィルトシャー、マールブラ、1657年より